# La Bellière, Seine-Maritime

La Bellière este o comună în departamentul Seine-Maritime, Franța. În 1 ianuarie 2022 avea o populație de 50 de locuitori.